# 넬 허드슨
넬 허드슨(Nell Hudson, 1990년 11월 19일 ~ )은 잉글랜드의 배우이다.

## 출연 작품

### 영화
- 텍사스 전기톱 학살 2022 (2022)

### 텔레비전
- 아웃랜더 (2014-현재)
- 빅토리아 (2016-19)